# Высокое (посёлок, Торжокский район)
Высо́кое — посёлок сельского типа в Торжокском районе Тверской области. Административный центр Высоковского сельского поселения, образованного в 2005 году.
Расположен в 40 километрах к югу от города Торжка, на автодороге Торжок — Высокое — Берново — Старица. К северу от посёлка протекает река Тьма.
По данным переписи 2002 года, население составило 940 жителей.

## История
Возник как пристанционный посёлок в конце XIX века. Станция Высокое открыта в 1874 году с началом движения на линии Торжок—Ржев. Название получила от близлежащей деревни Высокое Дарской волости Старицкого уезда.
В 1924 году была образована Высоковская волость Новоторжского уезда Тверской губернии. В 1929 году Высокое становится центром Высоковского района в составе Ржевского округа Западной области. В 1936—1963 годах существовал Высоковский район Калининской области.
Во время Великой Отечественной войны Высокое был оккупирован в октябре 1941 года, освобождён в декабре того же года. В посёлке — братская могила советских воинов. После войны сюда были проведены перезахоронения из воинских могил, расположенных в окрестных деревнях.
После 1963 года Высокое становится центром сельсовета, сельского округа, сельского поселения Торжокского района.
В 1996 году в посёлке 476 хозяйств и 1060 жителей.
В посёлке имеется льнозавод, средняя школа, библиотека.
В данный момент (по данным 2016) работает школа, библиотека, клуб, почта, магазины, АЗС.
На железной дороге имеются 2 тупиковых ответвления. На территории бывшего льнозавода находится пожарная часть ПЧ-60. В состав ПЧ-60 входят 2 пожарные машины и постоянно дежурит пожарный расчёт.
Электроснабжение посёлка производится по 2 независящим друг от друга линиям электропередач 10 кВ: по линиям Торжокских и Ржевских электросетей, подключенная мощность составляет 1000 кВт двумя трансформаторами- 600 кВт и 400 кВт.
Река Тьма в этом районе имеет площадь водосбора 620 км², среднегодовой расход воды — 10+ 20 м³/с, годовой сток 95 % обеспеченност и- 2,36 м³/с, минимальный среднемесячный сток 95 % обеспеченности в летний период — 0,76 м³/с, в зимний период 0,71 м³/с.

## Население
| 1939 | 1959 | 2008 | 2010 |
| ---- | ---- | ---- | ---- |
| 412  | ↗824 | ↗938 | ↘897 |